# Yue Xin
Yue Xin (en chinois mandarin : 岳 昕) est une militante marxiste et féministe chinoise née en 1990. 
Elle est connue pour avoir participé à une manifestation inspirée de #MeToo contre l'Université de Pékin (dont elle fut étudiante) . Elle a également participé à des manifestations pour les droits des travailleurs dans le district de Pingshan à Shenzhen,  province du Guangdong en République populaire de Chine qui ont duré de juillet à août 2018.
Pékin décrit Yue Xin comme l'une des militantes de gauche les plus influentes du pays ; le China Digital Times l'avait citée comme leur personne de la semaine et le South China Morning Post a répertorié Yue comme l'un des « disparus » en Chine, avec l'actrice chinoise Fan Bingbing, le photographe activiste Lu Guang et l'ancien vice-ministre de la Sécurité d'État Meng Hongwei .

## Biographie
Yue Xin a grandi à Pékin. Elle a commencé à s'intéresser à la politique au collège (inspirée par les ouvrages de Liu Yu). Au cours de cette période, elle se décrit comme une libérale. Yue a décidé de devenir militante après avoir été témoin de l'incident de The 2013 Southern Weekly, un conflit qui a éclaté au sujet de la censure par le gouvernement de Pékin d'un « Message de Nouvel An » publié dans le journal chinois Southern Weekly, ce qui a généré des émeutes. 
Puis elle intègre l'Université de Pékin et obtient un diplôme de Langues Étrangères en 2018. Parmi les principales influences de Yue se trouvent les militantes féministes chinoises Liu Yu et Xiao Mei. 

### Activisme
Courant 2018, Yue Xin a participé à une série de manifestations contre l'université de Pékin pour des cas d'agression sexuelle qui auraient été allégués et la perpétuation de comportements prédateurs au sein de la faculté et du personnel. La controverse était centrée sur la responsabilité pénale de l'université de Pékin dans la mort de Gao Yan, un étudiant en littérature chinoise de l'Université de Pékin qui s'est suicidé en 1998, et aurait été violé par le professeur Shen Yang de l'Université de Pékin.
Le 9 avril 2018, Yue Xin adresse une demande formelle d'accès à l'information à l'université, demandant des informations sur la mort de Gao Yan et les allégations contre Shen Yang. Selon Yue, dans une lettre ouverte à tous les étudiants et au personnel de l'Université de Pékin, le personnel du campus a pris des mesures immédiates pour tenter de contraindre Yue à retirer sa demande d'accès à l'information. Un conseiller scolaire serait en effet venu à l'improviste dans son dortoir avec la mère de Yue afin de persuader sa fille d'annuler sa demande. 
L'université n'a fourni aucun document pertinent concernant les allégations contre Shen Yang, prétendant en effet que les documents étaient soit manquants, soit hors de leur domaine.

### Incident de Jasic
Elle rejoint l'organisation syndicale étudiante Groupe Solidaire des Travailleurs de Jasic le 8 août 2018 à Huizhou, dans le Guangdong. Les travailleurs, invoquant de mauvaises conditions de travail et de bas salaires, ont tenté de former un syndicat en violation de l'interdiction chinoise des syndicats non étatiques. Ceci a donné lieu à des manifestations contre les politiques du gouvernement chinois envers les droits des travailleurs .

### Disparition
Yue faisait partie des cinquante membres ou partisans du groupe de solidarité des travailleurs de Jasic arrêtés par la police chinoise le 23 août 2018,,. Au 11 octobre, Yue n'a pas été vue en public depuis son arrestation par les autorités chinoises. Le 21 janvier 2019, un rapport sur le site Web officiel du Jiashi Workers Support Group expose que la police du Guangdong a forcé Yue et quatre autres membres de son Groupe à enregistrer une confession filmée pour avouer « des actes illégaux ». Personne ne l'a revue depuis.
En septembre 2023, Le Soir indique que Yue Xin n'a toujours pas été libérée.

### Réactions internationales
Au moins trente universitaires, dont le linguiste et militant politique Noam Chomsky et le professeur de philosophie politique de l' Université Yale, John Roemer, boycottent les conférences universitaires marxistes chinoises, en réaction à la répression des militants universitaires qui ont participé à l'incident de Jasic. Chomsky a déclaré dans le Financial Times :  « Continuer à participer à [...] des événements liés au marxisme officiellement sponsorisés signifie que nous resterions complices du jeu du gouvernement chinois. Les universitaires de gauche du monde entier devraient se joindre au boycott de ces conférences. » 